# Madden NFL 98
Madden NFL 98 è un videogioco sportivo sviluppato e pubblicato dall'Electronic Arts nel 1997 per le principali piattaforme di gioco. È il terzo videogioco della Madden NFL. È l'ultima versione della serie Madden distribuita per il SNES e Sega Genesis. Sulla copertina come testimonial è presente John Madden.